# شتربوواتس
شتربوواتس (به صربی: Štrbovac) یک منطقهٔ مسکونی در صربستان است که در Opština Babušnica واقع شده‌است. شتربوواتس ۱۱۵ نفر جمعیت دارد.